# Epitet
Epitet (grč. επιθετον, epitheton = nametnut) je ukrasni (opisni) pridjev. Svaki je atribut, odnosno dodatak imenici koji ju pobliže objašnjava i opisuje. Epiteti su najčešće pridjevi.

## Stalni epiteti
Stalni su oni epiteti koji se s istom imenicom pojavljuju uvijek, bez obzira na situaciju i služe kao ukrasna karakterizacija. Tako će, kod Homera, Ahilej biti brzonog čak i kad sjedi.
- kod starih epova, primjerice, kod Homera:

brzonogi Ahilej, volooka Hera, egidonoša Zeus, sjajnošljemac Hektor, sjajnooka Atena, daljnometni Apolon, silni Agamemnon, ljepoobrazna Briseida, lukav Odisej, vjerna Penelopa
- u usmenoj i narodnoj književnosti, epovima i poemama:

Otoman-paša silni, bijela knjiga, mila majka, bijelo lice, britka sablja...'
- u svakodnevnom govoru kada s imenicom tvore i metafore:

okorjeli neženja, prodana duša, prosjački štap, drakonske mjere, uvodna riječ, ljudska prava, crkveni miš...

## Epiteti u poeziji
- Dobriša Cesarić, "Voćka poslije kiše"

Gle malu voćku poslije kiše:

Puna je kapi pa ih njiše.

I blješti suncem obasjana,

Čudesna raskoš njenih grana

- Antun Gustav Matoš, "Srodnost"

Đurđic, sitan cvjetić, skroman, tih i fin,

Dršće, strepi i zebe kao da je zima,

Zvoni bijele psalme snježnim zvončićima

Potajno kraj vrbe, gdje je stari mlin.

- Dragutin Tadijanović, "Dugo u noć, u zimsku bijelu noć"

Dugo u noć, u zimsku gluhu noć

Moja mati bijelo platno tka.

Njen pognut lik i prosjede njene kose

Odavna je već zališe suzama.